# Sendai-Bucht
Die Sendai-Bucht (japanisch 仙台湾 Sendai-wan) ist eine Bucht des Pazifischen Ozeans vor der nordjapanischen (Tōhoku) Küste.

## Geografie
Sie erstreckt sich entlang des Südteils der Präfektur Miyagi über etwa 130 km von der Oshika-Halbinsel bis zum Kap Unoosaki. Der Nordteil von der Oshika-Halbinsel bis zur Insel Miyato-jima wird auch Ishinomaki-Bucht (石巻湾 Ishinomaki-wan) genannt. Miyato-jima und die Shichigahama-Halbinsel trennen wiederum die Matsushima-Bucht (松島湾 Matsushima-wan) ab, die die Matsushima-Inselgruppe beherbergt.
Ausgenommen der Matsushima-Bucht zeichnet sich die Bucht durch ihre Sandstrände aus.
Gegenüber der Bucht liegen die Ishinomaki- (石巻平野 Ishinomaki-heiya) und Sendai-Ebenen (仙台平野 Sendai-heiya) die von den Flüssen 1. Ordnung Kyū-Kitakami-gawa, Naruse-gawa, Natori-gawa und Abukuma-gawa durchzogen werden, die in die Bucht entwässern.